# Farcuar
Farcuar (Farquhar) é um pequeno grupo de ilhas localizadas na região ocidental do Oceano Índico e pertence ao Seicheles. Consiste em dois atois e uma ilha separada:
- Atol de Farcuar;
- Atol da Providência;
- Ilha de São Pedro.